# Hiroki Iikura
Hiroki Iikura (jap. 飯倉 大樹; * 1. Juni 1986 in Aomori, Präfektur Aomori) ist ein japanischer Fußballspieler.

## Karriere
Hiroki Iikura erlernte das Fußballspielen in der Jugendmannschaft der Yokohama F. Marinos. Hier unterschrieb er 2005 auch seinen ersten Profivertrag. Der Verein aus Yokohama spielte in der höchsten Liga des Landes, der J1 League. 2006 wurde er an den Roasso Kumamoto nach Kumamoto ausgeliehen. 2007 kehrte er nach Yokohama zurück. Mit den Marinos gewann er 2013 den Kaiserpokal. Im Finale bezwang man Sanfrecce Hiroshima mit 2:0. 2019 wechselte der Torwart zum Ligakonkurrenten Vissel Kōbe nach Kōbe. Mit Vissel gewann er 2019 den Kaiserpokal. Im Endspiel siegte man gegen die Kashima Antlers mit 2:0. Anfang 2020 gewann er mit Vissel den Supercup. Gegen den japanischen Meister von 2019, den Yokohama F. Marinos, gewann man im Elfmeterschießen mit 6:5. Nach 63 Ligaspielen für Vissel wechselte er im Februar 2023 zum ebenfalls in der ersten Liga spielenden Yokohama F. Marinos. Am Ende der Saison 2023 feierte er mit den Marinos die Vizemeisterschaft.

## Erfolge
Vissel Kōbe
- Japanischer Pokalsieger: 2019
- Japanischer Supercupsieger: 2020

Yokohama F. Marinos
- Japanischer Vizemeister: 2023